# La Plaine-sur-Mer

La Plaine-sur-Mer este o comună în departamentul Loire-Atlantique, Franța. În 2009 avea o populație de 3,815 de locuitori.